# Oh! What a Lovely Tour
Oh! What a Lovely Tour è un album dal vivo (uscito anche in formato DVD) del gruppo rock britannico Babyshambles. Il disco è stato pubblicato nel giugno 2008.

## Tracce
1. Carry On Up the Morning
2. Delivery
3. Beg, Steal or Borrow
4. Baddie's Boogie
5. Unstookie Titled
6. Side of the Road/Buttercup Sing-A-Long
7. UnBiloTitled
8. The Blinding
9. You Talk
10. Sedative
11. Crumb Begging Baghead
12. Lost Art of Murder/The Good Old Days
13. There She Goes
14. Albion
15. Pipedown
16. Killamangiro
17. Back From the Dead
18. I Wish
19. Fuck Forever

## Formazione
- Peter Doherty – chitarra, voce
- Michael Whitnall – chitarra, voce
- Adam Ficek – batteria, percussioni, tastiere, voce
- Drew McConnell – basso, contrabbasso, voce